# Porophoroptera
Porophoroptera is een geslacht van wantsen uit de familie van de Miridae (Blindwantsen). Het geslacht werd voor het eerst wetenschappelijk beschreven door Carvalho & Gross in 1982.

## Soorten
Het genus is monotypisch en bevat alleen de volgende soort:

- Porophoroptera excellens Carvalho & Gross, 1982